# Kobebiff
Kobebiff (神戸ビーフ Kōbe bīfu?) är en av flera japanska biffsorter som kommer från Tajimanötdjur uppfödda i Hyōgo prefektur, där storstaden Kobe är huvudort. Köttet anses vara en delikatess, känd för sin smak, mörhet och sin omfattande marmorering. Kobebiff kan tillagas som biff, sukiyaki, shabu-shabu, sashimi och teppanyaki. Kobebiff anses generellt tillhöra en av de tre främsta nötköttssorterna (känt som Sandai Wagyu, "the three big beefs"), tillsammans med Matsusaka och Ōmi, ibland även Yonezawa.
Kobebiff kallas också Kobe niku (神戸肉? "Kobekött") , Kobe-gyu (神戸牛?)  eller Kobe-ushi (神戸牛? "Kobenötboskap")  på japanska.

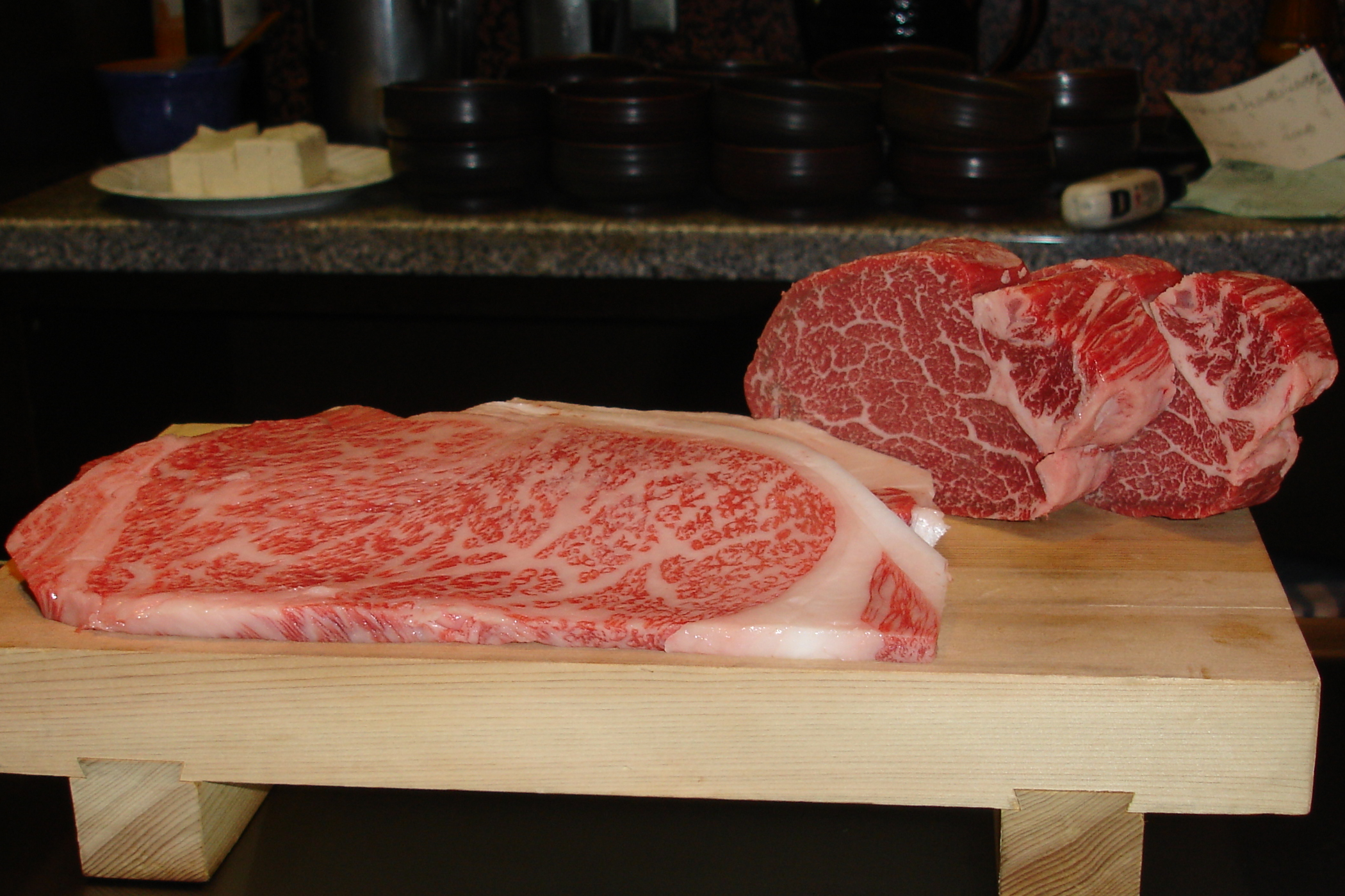
Kobebiff

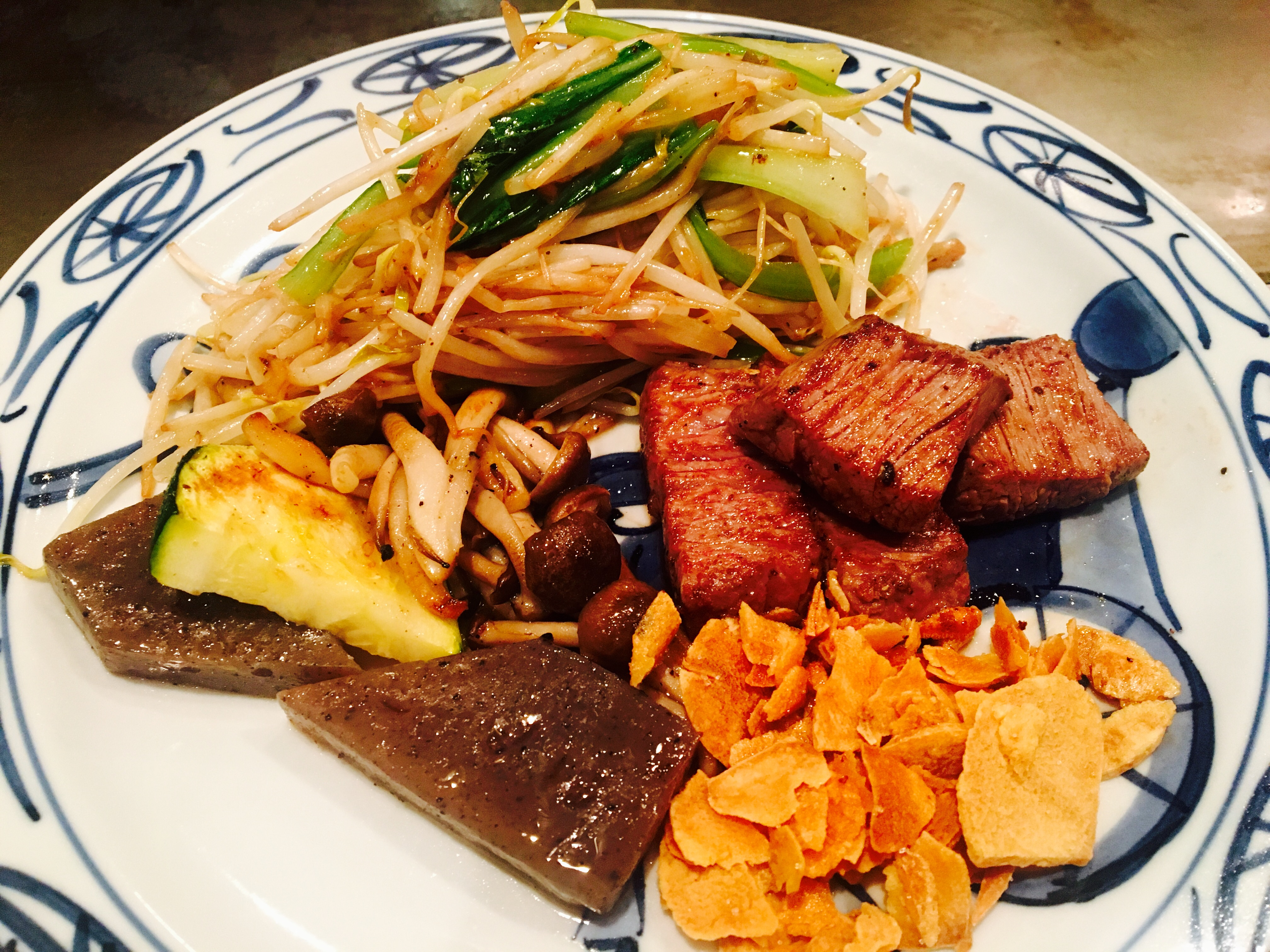
Kobebiff serveras på en restaurang i Kobe.

Under sommarmånaderna matas nötkreaturen med öl för att öka deras aptit. De masseras också för att fettlagren ska tränga djupare in i muskelmassan, vilket ger upphov till den exklusiva marmorering som kännetecknar kobebiff.

## Industri

Hyōgo prefektur, där äkta Kobebiff produceras.

Kobebiff är i Japan ett registrerat varumärke av Kobe Beef Marketing and Distribution Promotion Association (神戸肉流通推進協議会 Kōbeniku Ryūtsū Suishin Kyōgikai?). Köttet måste uppfylla följande krav:
- Tajimanötdjur uppfödda i Hyōgo prefektur
- Fodrad på gårdar i Hyogo prefektur
- Kviga, oxe eller stut
- Djuret måste vara slaktat på slakthus i Kobe, Nishinomiya, Sanda, Kakogawa eller Himeji i Hyogo prefektur
- Marmoreringsgrad, kallad BMS, måste vara av grad 6 eller över[6]
- Köttkvalitetsresultat på 4 av 5[6], avkastningsklass A eller B[7]
- Slaktvikt på 499,9 kg eller mindre[7]

Boskapen matas på kornfoder och borstas ibland för att sätta päls. Smältpunkten för fett i Kobebiff (Tajimanötdjur) är lägre än vanligt nötköttfett.
Kobebiff är dyrt, delvis på grund av att endast cirka 3000 nötkreatur kvalificeras som Kobe per år. I Japan kan alla nötkreatur, inklusive de som är godkända som Kobe-nötkött, spåras via ett 10-siffrigt nummer genom varje steg i hela deras livscykel.

## Utanför Japan
Kobebiff exporterades inte förrän 2012. I januari 2012 exporterades det till Macau och senare även till Hong Kong i juli 2012. Sedan dess har det exporterats till USA, Singapore, Thailand, Storbritannien, samt till en kock i Kanada.
I vissa länder, bland annat Australien, Kanada, Storbritannien och USA, har Wagyu importerats från Japan för uppfödning, antingen renrasig eller blandras tillsammans med bland annat Aberdeen Angus. På vissa ställen benämns kött från dessa djur som "Kobe-style beef", vilket inte är Kobebiff, och inte heller uppfyller kraven för att klassas som en äkta japansk produkt. På grund av bristen på lagligt erkännande av varumärket Kobe beef i USA är det också möjligt att sälja detta kött som "Kobebiff". The Kobe Beef Marketing and Distribution Promotion Association har planerat att publicera broschyrer om Kobebiff på ett antal språk.
Amerikansk "Kobe-style beef" tenderar att vara mörkare och ha mer smak än den äkta varan. Det kan ha mer vädjan till västerländska ganer som inte känner till den milda smaken och det höga fettinnehållet i äkta Kobebiff.